# Seawind Line

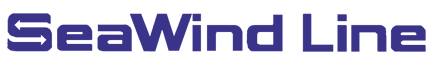

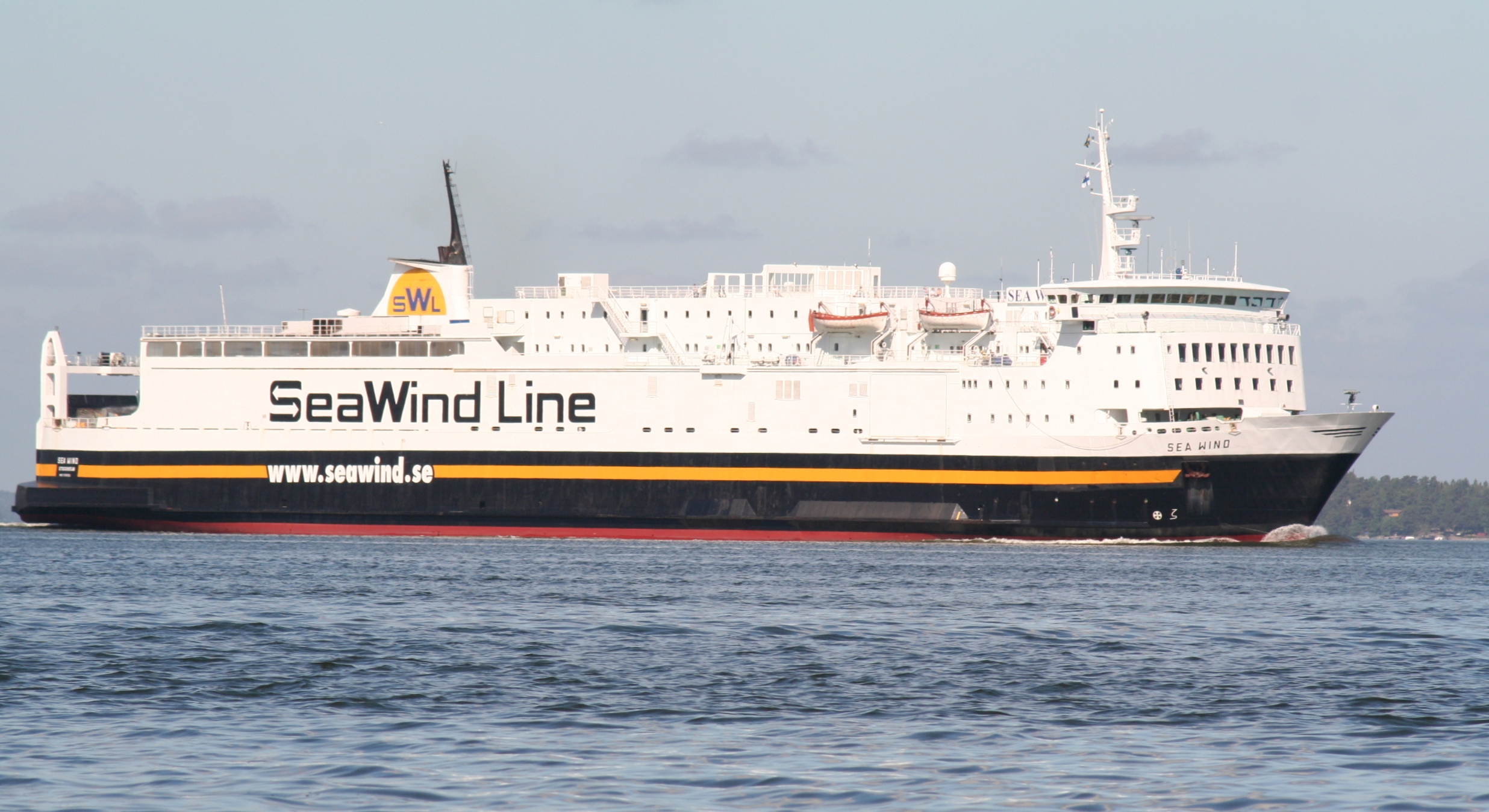
Sea Wind i Stockholms Skärgård

SeaWind Line var ett finskt rederi med trafik mellan Stockholm och Åbo. SeaWind Lines trafik togs över av Tallink. 

## Historia
- SeaWind Line grundades 1988. VD är Mats Rosin. SeaWind Line är ett dotterbolag till Silja Line. Till skillnad från Silja Lines (och Viking Lines) kryssningsvänliga miljö är SeaWind Lines koncept i första hand avsett för frakttrafik (även tågvagnar) och bilpassagerare.

- Under ett varvsbesök i Gdansk mellan december 2009 och februari 2010 målades Sea Wind om med Tallinks logotyp, varvid namnet SeaWind Line försvann.

## Tidigare fartyg
- M/S Sea Wind

Sea Wind trafikerar under svensk flagg. Sedan 1999 går fartyget via Långnäs för att, på grund av EU:s skatteregler, kunna fortsätta sälja tax-free ombord efter att Finland gått med i EU. Den 1 januari 2008 slutade Sea Wind med passagerartrafik och upphörde därmed att anlöpa Långnäs. Man inriktar sig nu enbart på lasttrafik såsom trailer och tågvagnar. De enda passagerare som Sea Wind tar är chaufförer.
Den 2 december 2008 drabbades M/S Sea Wind av brand i huvudmaskin, och de elva passagerarna ombord evakuerades med en Eurocopter Super Puma. Fartyget bogserades till Åbo för reparation samt utredning av (svenska) Statens haverikommission.
Under ett varvsbesök i Gdansk mellan december 2009 och februari 2010 målades Sea Wind om med Tallinks logotyp, varvid namnet SeaWind Line försvann.
- M/S Star Wind

Star Wind har trafikerat sträckorna Helsingfors-Tallinn och Stockholm-Åbo, men såldes till estniska Saaremaa Laevakompanii år 2005.
M/S Star Wind hade maskinrumsbrand 2002. Hon gick för egen maskin till Stockholm. En besättningsmedlem skadades.
- M/S Sky Wind

Sky Wind såldes våren 2007 till Unity Line.